# Nina Simone
Eunice Kathleen Waymon (Tryon, Carolina del Norte, 21 de febrero de 1933-Carry-le-Rouet, Francia, 21 de abril de 2003), más conocida por su nombre artístico Nina Simone, fue una cantante, compositora y pianista estadounidense de jazz, blues, rhythm and blues y soul. Se la conoce con el sobrenombre de High Priestess of Soul (Gran Sacerdotisa del soul).
Estilísticamente, la palabra que mejor caracteriza a Nina Simone es eclecticismo. Su voz, con rango propio de una contralto, se caracterizaba por su pasión, su breathiness (voz jadeante, sofocada, sin aliento) y su trémolo. 
La influencia de Duke Ellington es patente en toda la obra de Nina, pero muy especialmente en cierto tipo de composiciones rebosantes de improvisación y de cercanía espiritual. Nina logra la complicidad del oyente con un empleo intencional de los silencios y minimizando el acompañamiento. Cuando cantaba, efectuaba en ocasiones llamativas transiciones entre el susurro, el grito y el lamento, para intentar subrayar los estados de ánimo enunciados en las canciones.
Gran luchadora por los derechos civiles de las personas de ascendencia africana, esta lucha queda expresada en muchas ocasiones a través de sus canciones.
Con una personalidad muy apasionada, en la industria musical tenía fama de temperamental. Una caracterización que Simone se tomó muy en serio. Aunque su personalidad era arrogante y distante, en sus últimas décadas parecía disfrutar con el acercamiento a sus audiencias, contando anécdotas y cumpliendo peticiones.
Recibió 15 nominaciones a los Premio Grammy y fue reconocida con el Grame Hall Of Fame en 2000. Dos días antes de morir, el 19 de abril de 2003, se le concedió un diploma honorario en el Instituto Curtis, la academia de Filadelfia que la rechazó cuando tenía 19 años por ser negra.

## Biografía
Como otros cantantes afroamericanos, encontró en Marian Anderson una fuente de inspiración, y empezó cantando en su iglesia local, mostrando al mismo tiempo un gran talento con el piano, que empezó a tocar ya con dos años. Cuando debutó públicamente en un recital de piano a los doce años, sus padres, que se habían sentado en la primera fila, fueron obligados a moverse para que otros asistentes blancos ocuparan sus lugares, pero ella se negó a seguir tocando hasta que sus padres volvieran a ocupar el lugar asignado, cosa que ocurrió. Este tipo de condiciones de vida la motivarían más adelante a involucrarse en el Movimiento por los Derechos Civiles.

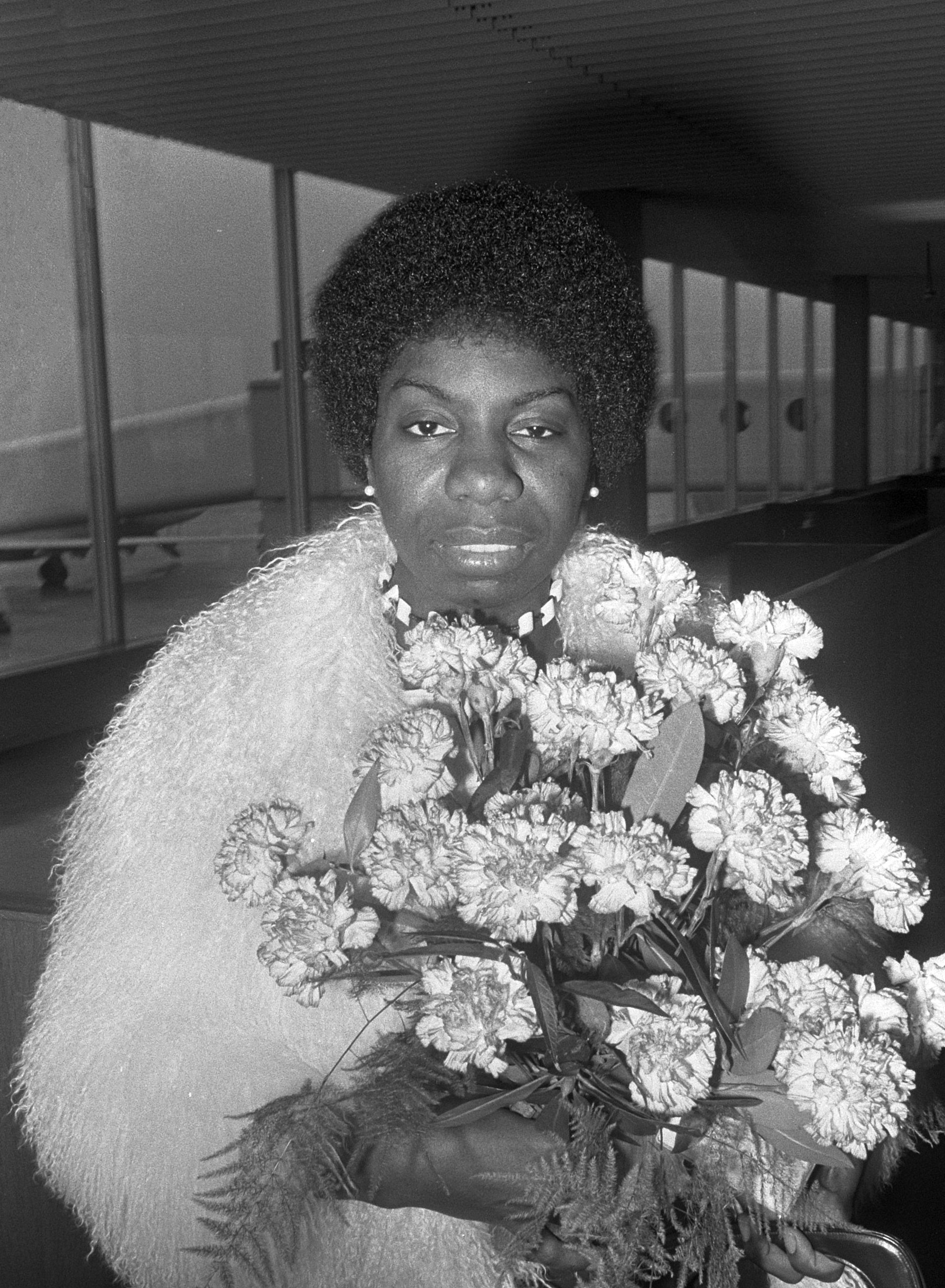
Nina Simone 1969

Gracias al apoyo de sus patrocinadores, entre ellos su antigua profesora de música, pudo estudiar piano en la prestigiosa Escuela de Música Juilliard en la ciudad de Nueva York, pero la falta de recursos, le impidió alcanzar su sueño de convertirse en la primera pianista negra de concierto de los Estados Unidos. Más tarde su familia se trasladó a Filadelfia, donde intentó conseguir una beca en el Instituto de Música Curtis, pero fue rechazada, protestó, por el color de su piel. Más tarde el Instituto Curtis se defendió diciendo que la causa fue el gran número de candidatos, muchos de alto nivel pianístico, para un número de plazas muy reducido, señalando que ya se habían dado becas a varios estudiantes de raza negra con gran éxito. 
Debido a esta decepción Simone –declaró que nunca pudo superar ese golpe de racismo– decidió abandonar la música clásica, y se acercó al blues y al jazz, tras empezar a trabajar en un club nocturno de Atlantic City. 

## Trayectoria
Empezó a trabajar allí para ayudar económicamente a su familia, arruinada tras la enfermedad de su padre. En aquellos tugurios aplicó los conocimientos clásicos adquiridos y se convirtió en una virtuosa. También allí fue amenazada y violada por Andy Stroud, un policía del barrio, que logró casarse con ella, pasando de policía a convertirse en mánager de la artista y controlar toda su carrera.
El nombre artístico de Nina Simone lo adoptó en 1954. Nina era el alias que le había dado un novio (la palabra "niña" en español, pronunciada por un angloparlante), y Simone lo tomó de la actriz francesa Simone Signoret a la que había visto en la película Casque d'or.
Se dio a conocer a un público más amplio gracias a su interpretación de la canción I Love You Porgy de George Gershwin, que se convertiría en su único éxito del Top 40 de Estados Unidos. Después vendría el sencillo My Baby Just Cares for Me, que sería un éxito en los 80 en Inglaterra al ser usado en un anuncio comercial del perfume Chanel No. 5. Simone fue explotada profesionalmente y maltratada personalmente por su marido, y la industria musical también la presionó para obtener mayores beneficios, coartando su libertad para la creación artística.
Durante los 60, Simone estuvo involucrada en el Movimiento por los Derechos Civiles y fue una activista por los derechos de las mujeres, especialmente las afroamericanas. Grabó algunas canciones políticas, incluyendo To Be Young, Gifted and Black (interpretada después por Aretha Franklin y Donny Hathaway), Blacklash Blues, Mississippi Goddam (en respuesta al asesinato de Medgar Evers y al ataque terrorista a la iglesia de Birmingham, Alabama, en 1963, por parte de supremacistas blancos y que se saldó con la muerte de cuatro niñas negras), I Wish I Knew How it Would Feel to be Free y Pirate Jenny, de Kurt Weill, situada en un hotel del sur.
En 1961, Simone grabó una versión de la canción tradicional House of the Rising Sun, que también grabarían después Bob Dylan y The Animals. Otras canciones que la hicieron famosa fueron I Put a Spell on You, Here Comes the Sun de Los Beatles, Four Women, I shall be released, y Aint got no (I got life). La versatilidad de Nina como artista es evidente en toda su música, que frecuentemente tenía una simpleza equivalente a la trova. En un mismo concierto, iba de los temas tipo religioso (góspel) al blues y al jazz, de temas como For All We Know, números de estilo europeo clásico y figuras de contrapunto. En 1968 el tema Sinnerman de Simone apareció en la película de Norman Jewison The Thomas Crown Affair, lo que llevó su música a audiencias mayores. La nueva versión de la película rodada en 1999 con Pierce Brosnan y Rene Russo volvió a incluir a Simone. Otras películas han utilizado Sinnerman en su banda sonora, como Inland Empire de David Lynch, Cellular de David R. Ellis en 2004 y el episodio 9 de la tercera temporada de la serie de televisión Lucifer interpretada (voz) por el actor Tom Ellis. Además, la película Before Sunset de 2004 utilizó la canción "Just In Time" en una de sus escenas finales.

### Salida de Estados Unidos (1974-2003)

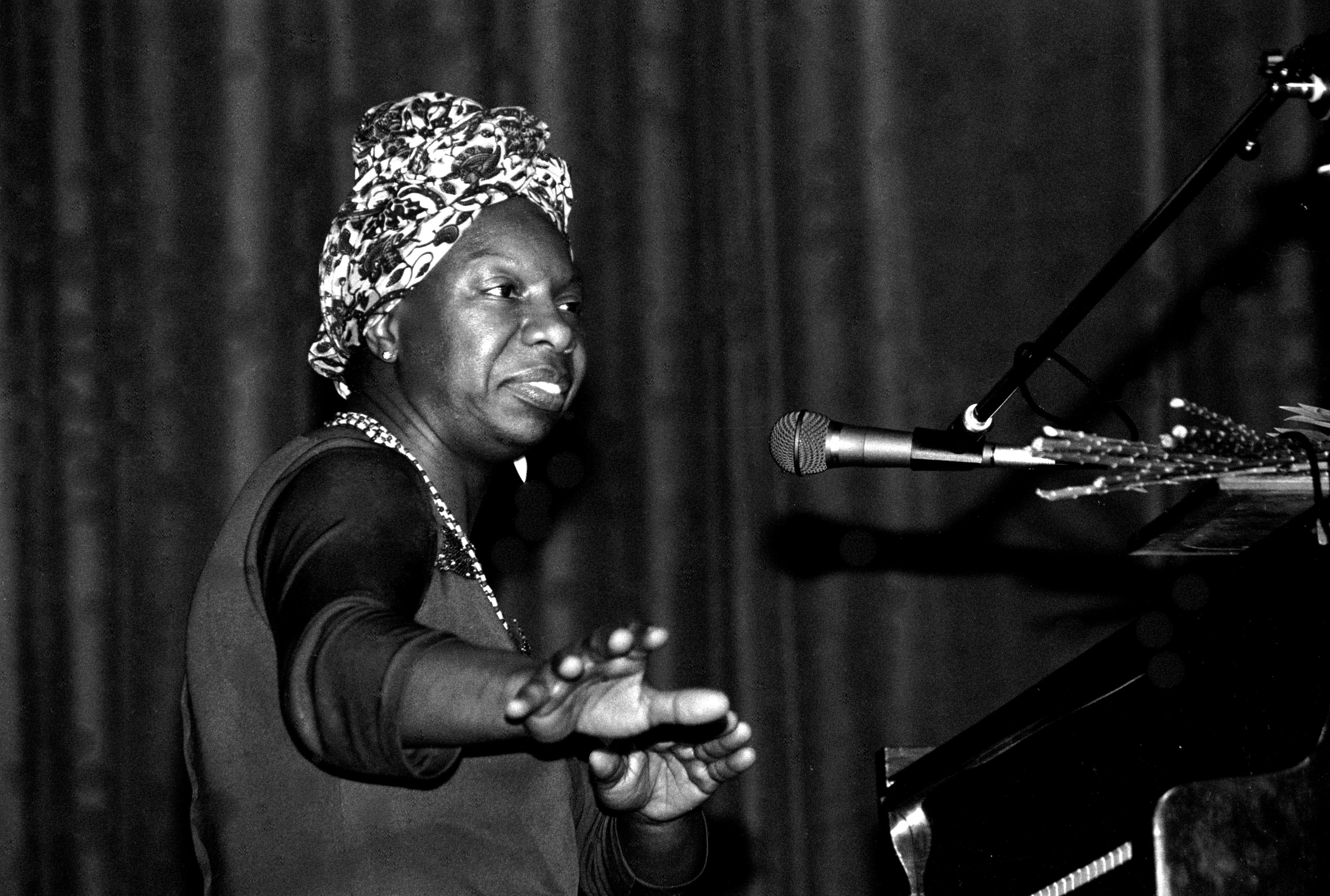
Simone durante un concierto en Morlaix, Francia, en mayo de 1982.

En septiembre de 1970, Simone abandonó Estados Unidos en dirección a Barbados, tras desacuerdos con agentes, compañías discográficas y con la Agencia de impuestos norteamericana (Internal Revenue Service), que ella atribuía al racismo de la sociedad estadounidense. Regresó en 1978, cuando era buscada por evasión de impuestos (su marido y mánager la había arruinado y además se había negado a pagarlos durante varios años como protesta a la Guerra de Vietnam). Volvió a Barbados, donde mantuvo una relación sentimental con el primer ministro Errol Barrow. En los 80 cantaba regularmente en el club de jazz Ronnie Scott de Londres. La cantante y amiga de Nina, Miriam Makeba, la convenció para ir a vivir a Liberia. Posteriormente residió en Suiza y Holanda antes de establecerse en Aix-en-Provence en el sur de Francia en 1992.
Al inicio de la década de 1990 fue diagnosticada de trastorno maniaco-depresivo y bipolar. En 1992, apareció la autobiografía de Nina Simone titulada I Put a Spell on You.
Sus acompañantes habituales durante esta época fueron Leopoldo Fleming (percusión), Tony Jones (bajo), Paul Robinson (batería), Xavier Collados (teclado) y su director musical Al Schackman (guitarra).
Nina fue una de las estrellas de festivales como el Nice Jazz Festival de 1997 y el Thessalonica Jazz Festival en 1998. En el Guinness Blues Festival en Dublín en 1999 su hija, Lisa Celeste, actuó como "Simone", cantando a dúo con su madre algunos temas. El 24 de julio de 1998, Nina Simone fue la invitada especial en la fiesta del 80 cumpleaños de Nelson Mandela. El 7 de octubre de 1999 recibió un premio a sus logros artísticos de toda una vida en Dublín. 
En el 2000, recibió el título de Honorary Citizenship de Atlanta, el Diamond Award for Excellence in Music de la Association of African American Music de Filadelfia y el Honorable Musketeer Award de la Compagnie des Mousquetaires d'Armagnac de Francia. Su última aparición en el escenario tuvo lugar en 2002 en Polonia.
Murió mientras dormía en Carry-le-Rouet, una ciudad balnearia cercana a Marsella en 2003. Falleció por un cáncer a la edad de 70 años. Su hija Lisa Celeste Simone y su nieta Reanna Simone han continuado difundiendo su legado.
En 2009, incorporaron la canción "Pirate Jenny (Live)", para la banda sonora de la película Watchmen.
En 2018 ingresó en el Salón de la Fama del Rock And Roll junto a otras personalidades de la música (Moody Blues, Dire Straits, The Cars y Sister Rosetta Tharpe).

## Discografía
| Año  | Álbum                        | Tipo                   | sello discográfico |
| ---- | ---------------------------- | ---------------------- | ------------------ |
| 1958 | Little Girl Blue             | Studio                 | Bethlehem Records  |
| 1959 | Nina Simone And Her Friends  | Studio                 | Bethlehem          |
| 1959 | The Amazing Nina Simone      | Studio                 | Colpix Records     |
| 1959 | Nina Simone At Town Hall     | Live and studio        | Colpix             |
| 1960 | Nina Simone At Newport       | Live                   | Colpix             |
| 1960 | Forbidden Fruit              | Studio                 | Colpix             |
| 1962 | Nina At The Village Gate     | Live                   | Colpix             |
| 1962 | Nina Simone Sings Ellington  | Live                   | Colpix             |
| 1963 | Nina’s Choice                | Compilation            | Colpix             |
| 1963 | Nina Simone At Carnegie Hall | Live                   | Colpix             |
| 1964 | Folksy Nina                  | Live                   | Colpix             |
| 1964 | Nina Simone In Concert       | Live                   | Philips Records    |
| 1964 | Broadway-Blues-Ballads       | Studio                 | Philips            |
| 1965 | I Put A Spell On You         | Studio                 | Philips            |
| 1965 | Pastel Blues                 | Studio                 | Philips            |
| 1966 | Nina Simone With Strings     | Studio (strings added) | Colpix             |
| 1966 | Let It All Out               | Live and studio        | Philips            |
| 1966 | Wild Is The Wind             | Studio                 | Philips            |
| 1967 | High Priestess Of Soul       | Studio                 | Philips            |
| 1967 | Nina Simone Sings The Blues  | Studio                 | RCA Records        |
| 1967 | Silk & Soul                  | Studio                 | RCA                |
| 1968 | Nuff Said                    | Live & studio          | RCA                |
| 1969 | Nina Simone And Piano        | Studio                 | RCA                |
| 1969 | To Love Somebody             | Studio                 | RCA                |
| 1970 | Black Gold                   | Live                   | RCA                |
| 1971 | Here Comes The Sun           | Studio                 | RCA                |
| 1972 | Emergency Ward               | Live and Studio        | RCA                |
| 1974 | It Is Finished               | Live                   | RCA                |
| 1978 | Baltimore                    | Studio                 | CTI Records        |
| 1980 | The Rising Sun Collection    | ?                      | Enja               |
| 1982 | Fodder On My Wings           | Studio                 | Carrere            |
| 1985 | Nina’s Back                  | Studio                 | VPI                |
| 1985 | Live & Kickin                | Live                   | VPI                |
| 1987 | Let It Be Me                 | ?                      | Verve              |
| 1987 | Live At Ronnie Scott's       | Live                   | Hendring-Wadham    |
| 1993 | A Single Woman               | Studio                 | Elektra Records    |
|      | Additional                   |                        |                    |
| 1969 | A Very Rare Evening          | Live                   | ?                  |
| 2003 | Gold                         | Studio Remastered      | Universal/UCJ      |
| 2004 | Nina Simone’s Finest Hour    | ?                      | Verve/Universal    |
| 2005 | The Soul of Nina Simone      | ?                      | RCA DualDisc       |
| 2006 | The Very Best of Nina Simone | Compilation            | ?                  |
| 2006 | Remixed and Reimagined       | Remix                  | Legacy/SBMG        |
| 2009 | Watchmen                     | Banda sonora           | Reprise Records    |
| 2020 | “Lyberian Calypso“           |                        |                    |

## Citas
- "Jazz es un término de los blancos para definir la música negra. Yo hago música clásica negra".
- "Te digo lo que es la libertad para mí: no tener miedo".
- "El talento es una carga, no una felicidad".

## Videografía
- Documental What happened, Miss Simone?, dirigido por Liz Garbus y emitido por Netflix.
- Biopic Nina, dirigida por Cynthia Mort en 2016 y protagonizada por Zoe Saldaña.